# Bromley-by-Bow (métro de Londres)
Pour les articles homonymes, voir Bromley (homonymie).
Bromley-by-Bow est une station des lignes : District line et Hammersmith & City line, du métro de Londres, en zone 2 & 3. Elle est située au Blackwell Tunnel, à Bromley-by-Bow (en) sur le territoire du Borough londonien de Tower Hamlets.

## Histoire
Alors que la gare est ouverte dès le 31 mars 1858, la station Bromley du métro n'est mise en service qu'avec la District line le 2 juin 1902.
Originellement appelée Bromley, son nom était changé en 1967 à Bromley-by-Bow pour éviter confusion avec la ville et le district de Bromley dans le sud-est de Londres.

## À proximité
- Bromley-by-Bow (en)